# Špitalič pri Slovenskih Konjicah
Špitalič pri Slovenskih Konjicah is een plaats in Slovenië en maakt deel uit van de gemeente Slovenske Konjice in de NUTS-3-regio Savinjska. De plaats telde 4 inwoners op 1 januari 2020.